# Divine Liturgie

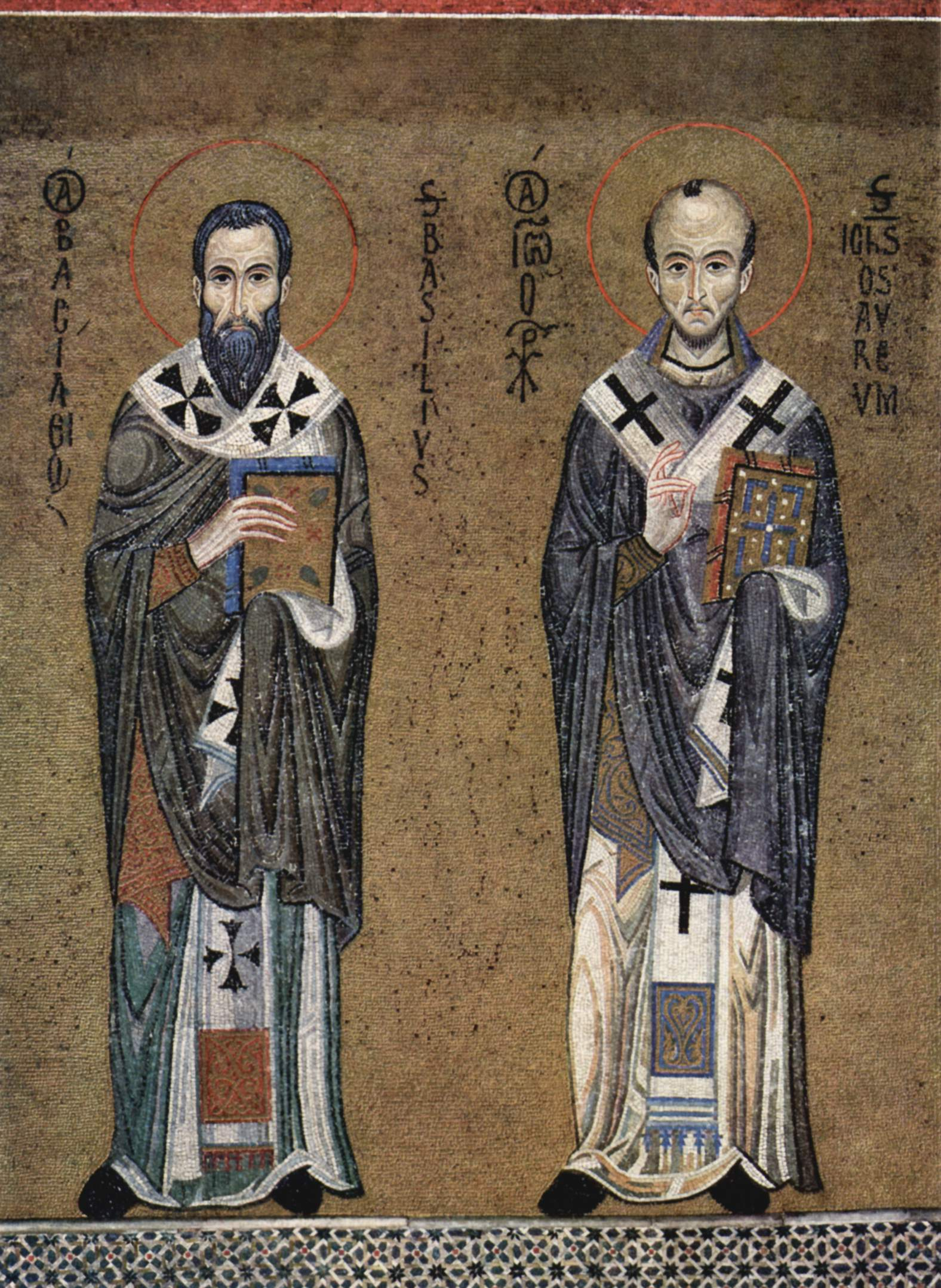
Icônes de saints Basile le Grand (à gauche) et Jean Chrysostome,
auteurs des deux Divines Liturgies les plus usitées. Mosaïque de la Chapelle palatine de Palerme, vers 1150.

La Divine Liturgie  est la liturgie de l'Eucharistie dans les Églises de rite byzantin. Elle est une caractéristique du christianisme oriental, qui regroupe les Églises orthodoxes et les Églises catholiques orientales.
La Divine Liturgie porte différents noms selon les pays : arménien : Սուրբ Պատարագ, Sowrb Patarag ; bulgare : Божествена литургия, Bozhestvena liturgiya ; géorgien : საღმრთო ლიტურგია, saghmrto lit’urgia ; grec ancien : Θεία Λειτουργία, Theía Leitourgía ; roumain : Sfânta Liturghie ; russe : Божественная литургия, Bozhestvennaja liturgija ; serbe : Света Литургија, Sveta Liturgija, turc : Kutsal Litürji.
L'Église apostolique arménienne et l'Église catholique arménienne utilisent le même terme.
Quelques Églises des trois conciles utilisent le terme de Sainte Offrande (syriaque : ܩܘܪܒܢܐ ܩܕܝܫܐ, qûrbānâ qadîšâ, « Sainte Qurbana »).
Dans la tradition orientale — celle des Églises orthodoxe et catholique de rite byzantin — la Divine Liturgie est considérée comme transcendant le temps et le monde. Dans le culte, tous les croyants sont censés être unis dans le Royaume de Dieu avec les saints défunts et les anges célestes. Pour cela, tous les actes de la liturgie sont symboliques en ce qu'ils rendent manifeste une réalité invisible. Selon la tradition orientale, les racines de la liturgie remontent au culte juif et en sont une adaptation par le christianisme ancien. Cette filiation apparaît dans la première partie de la liturgie, appelée Liturgie du Verbe, comportant la lecture des Écritures et l'homélie. La seconde partie aurait été adjointe en rappel de la Cène et de l'eucharistie des premiers chrétiens. Les fidèles orientaux croient traditionnellement que l'eucharistie est le moment central du culte ; que les offrandes deviennent réellement le corps du Christ et le sang du Christ et qu'en les partageant, ils deviennent tous le corps du Christ, c'est-à-dire l'Église. Chacune des liturgies a ses particularités, issues de la tradition, mais toutes sont très semblables,.

## Rite byzantin

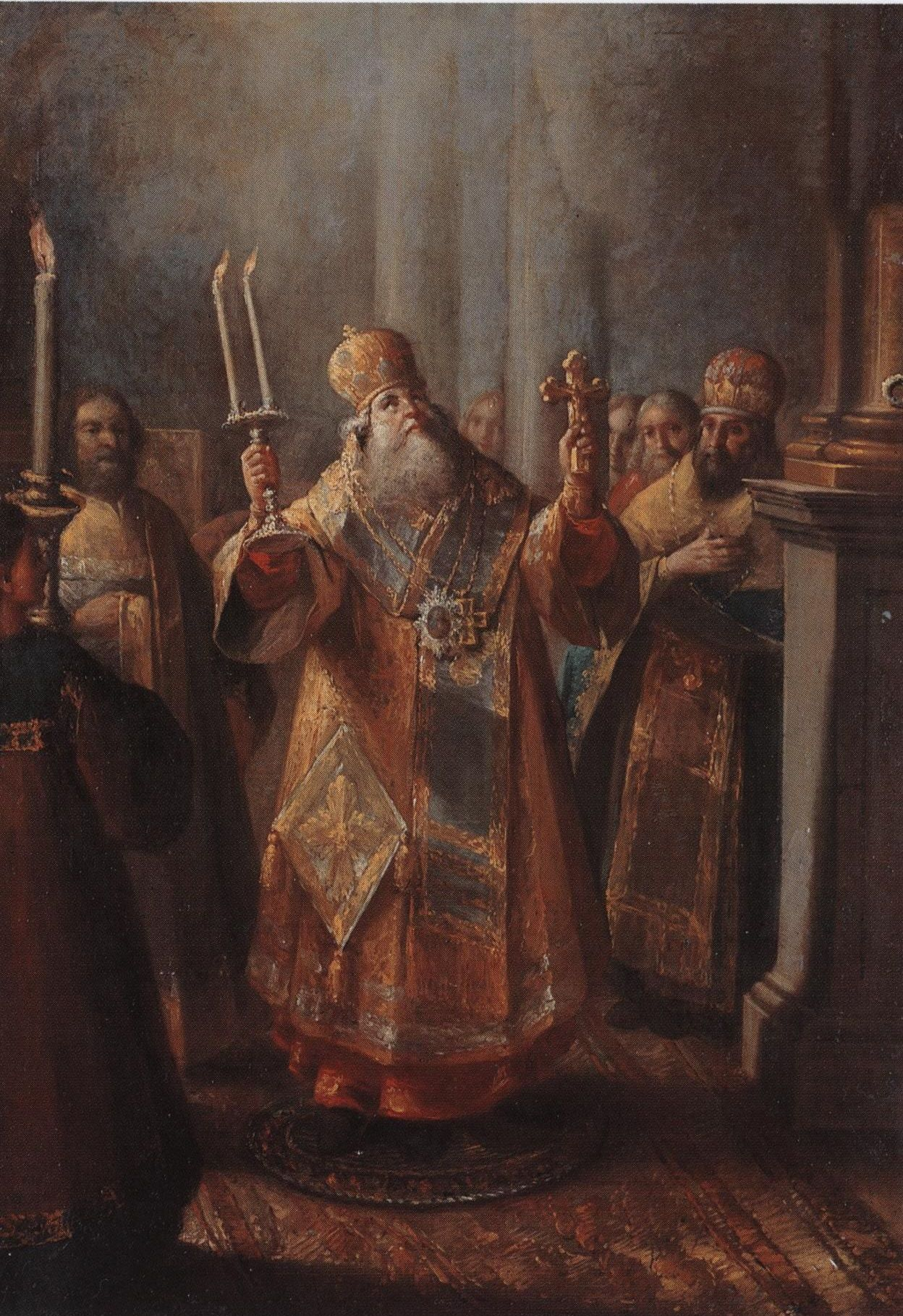
Évêque orthodoxe célébrant la Divine Liturgie, par Ivan Belski, 1770.

Il y a trois Divines Liturgies, dans le rite byzantin, qui sont communément utilisées par les Églises orthodoxes et catholiques d'Orient :
- La liturgie de saint Jean Chrysostome (ve siècle), célébrée la plupart des jours de l'année et lors des vêpres de l'Annonciation ;
- La liturgie de saint Basile (ive siècle), célébrée lors des cinq dimanches du Grand Carême et lors de la fête de saint Basile, le 1er janvier. Elle est aussi utilisée les veilles de la Nativité et de la Théophanie, le Jeudi saint et le Vendredi saint lors des vêpres. Dans certaines traditions, elle est utilisée aussi pour la fête de l'Exaltation de la Sainte-Croix, le 14 septembre. Au cours de l'année, la liturgie de saint Basile est utilisée dix fois en tout ;
- La liturgie de saint Jacques frère-de-Dieu (ier siècle) est célébrée une fois l'an à Jérusalem (et dans quelques autres églises) à la fête de Jacques le Juste, frère de Jésus et premier évêque de Jérusalem, auquel cette liturgie est généralement attribuée.

On compte aussi des liturgies dérivées ou secondaires :
- La liturgie des Dons présanctifiés (vie siècle) est utilisée au cours du Grand Carême les mercredis et vendredis et à quelques autres occasions, ainsi que les trois premiers jours de la Semaine sainte. De nos jours, elle est toujours célébrée lors des vêpres. Cette liturgie est généralement attribuée au pape Grégoire Ier.
- La Divine Liturgie de saint Marc était célébrée dans le Patriarcat d'Alexandrie de l'Église orthodoxe de Chalcédoine jusqu'à des temps récents.
- La Liturgie hiérarchique : alors que le nombre de paroisses croissait dans leur diocèse, les évêques, censés présider à l'eucharistie, durent déléguer leurs fonctions à des prêtres attachés à une paroisse. Toutefois, dans la tradition orthodoxe, l'Église n'est pas conçue en termes de paroisses mais de liens à l'évêque. Aussi, lorsque celui-ci est présent, il préside la cérémonie et quelques phrases et hymnes sont ajoutés au rituel. La paroisse montre ainsi son attachement à l'évêque et, par delà, à l'ensemble de la communauté orthodoxe.
- Divine Liturgie de saint Germain de Paris : c’est la restauration l’ancien rite des Gaules, qui fut essentiellement l’œuvre de l’évêque Jean de Saint-Denis (Eugraph Kovalevsky, 1905-1970), premier évêque de l’Église orthodoxe de France ; celui-ci y travailla, par l’étude deux Lettres de saint Germain de Paris, entre 1925 et 1945, année où elle fut célébrée la première fois, en la chapelle Saint-Irénée à Paris[5].

### Structure
La structure de la Divine Liturgie est fixe, bien que les lectures ou les hymnes puissent varier avec les fêtes et les saisons et que certains détails puissent changer d'une tradition à l'autre. Elle comporte trois parties liées :
- la Liturgie de la Préparation qui inclut l'Entrée dans le sanctuaire, les prières des diacres et prêtres lorsqu'ils revêtent les habits sacerdotaux, la préparation des Dons ou prothèse ;
- la Liturgie des Catéchumènes, ainsi appelée parce que c'est, traditionnellement, la seule partie du service auxquels les catéchumènes peuvent assister ;
- la Liturgie des Fidèles, ainsi dénommée car, autrefois, seuls les fidèles en bonne santé pouvaient y participer. De nos jours, cette restriction ne s'applique plus qu'à la communion.

### Liturgie de la Préparation
Cette partie du service se déroule en présence des seuls diacres et prêtres, dans l'abside, cachée au regard des fidèles par l'iconostase. Elle symbolise la partie cachée de la vie terrestre du Christ :
- le clergé (diacres et prêtres) pénètrent dans l'église, vénèrent les icônes, revêtent les habits sacerdotaux puis entrent dans l'abside ;
- le prêtre et les diacres préparent le pain (prosphore) et le vin pour l'eucharistie à la table de prothèse ;
- dialogue préliminaire entre le prêtre et le diacre (kairos).

### Liturgie des Catéchumènes
Cette partie du service est ouverte à tous : catéchumènes et fidèles baptisés sont réunis dans la nef :
- Bénédiction d'ouverture par le prêtre :

Il élève l'Évangile, fait le signe de croix avec celui-ci au-dessus de l'autel et proclame : « Béni est le royaume du Père, du Fils et du Saint Esprit, aujourd'hui, demain et dans les siècles des siècles »
- Grande litanie commençant par : « En paix, prions le Seigneur »
- Première antienne
- Petite litanie
- Deuxième antienne
- Hymne ou tropaire de Justinien
- Petite litanie
- Troisième antienne
- Petite Entrée : procession avec l'Évangile
- Introït
- Tropaires et kontakions :

Hymnes commémorant des saints particuliers ou des événements spécifiques des Écritures, selon la calendrier liturgique et la coutume locale
- Hymne du trisagion ou, certains jours, une autre hymne
- Prokeimenon
- Épître (lecture)
- Alleluia
- Évangile (lecture)
- Homélie :

l'homélie peut-être prononcée pendant la préparation de la communion, avant ou après la sortie des catéchumènes.
- Litanie de Fervente Supplication — « Disons de toute notre âme et de tout notre cœur… »
- Litanie des Disparus :

Cette litanie n'est pas dite les dimanches, lors des grandes fêtes et lors du Temps pascal
- Litanie des catéchumènes et sortie des catéchumènes

### Liturgie des Fidèles
Anciennement, seuls les fidèles pouvant recevoir la communion pouvaient assister à cette partie du culte. Dans la pratique contemporaine, avec quelques exceptions locales (par exemple au Mont Athos), tous les fidèles peuvent rester. Cependant, de façon formelle, il est demandé aux catéchumènes de sortir afin d'étudier leur catéchisme.
- Première litanie des Fidèles
- Deuxième litanie des Fidèles
- Cherubikon chanté par le chœur comme représentant (ou icône) des anges
- Grande Entrée :

Procession transportant le calice et la patène de la table de prothèse à l'autel.
- Litanie de Fervente Supplication — « Achevons notre prière au Seigneur… »
- Baiser de Paix
- Credo (symbole de Nicée)
- Sursum corda — « Élevons notre cœur… »
- Anaphore (Prière eucharistique) :
  - Sanctus — « Saint, Saint, Saint… »
  - Canon eucharistique, contenant l'anamnèse (rappel de l'Incarnation, de la mort et de la Résurrection du Christ) et les Paroles de l'Institution
  - Épiclèse :

Appel au Saint-Esprit sur les offrandes (le pain et le vin) pour les transformer en Corps et Sang du Christ
- Commémoration des saints et hymne à Théotokos (la mère de Dieu)
- Axion Estin (Appel à célébrer Théotokos. Remplacé certains jours par diverses hymnes à la mère de Dieu)
- Louanges à l'évêque et aux autorités civiles — prière « Rappelle-Toi, Ô Seigneur… »

- Litanie de Supplication — prière « Après avoir appelé au souvenir de tous les saints… »
- Notre Père
- Inclinaison des têtes
- Prière « Les choses saintes sont pour le Très Saint… »
- Hymne de Communion
- Communion
- Prière « Nous avons vu la vraie lumière… »
- Prière « Que nos bouches soient pleines de Ta louange, Ô Seigneur… »
- Litanie d'Action de Grâce
- Prière derrière l'ambon
- Psaume 33
- Sortie des fidèles

Au cours de la Divine Liturgie, presque tous les textes sont chantés ; non seulement les hymnes mais aussi les litanies, les prières et même les lectures de la Bible, selon la tradition. Dans la pratique grecque moderne, le sermon, le Credo et le Notre père sont dits plutôt que chantés. Dans la tradition slave, tout est chanté, sauf le sermon.

## Églises des trois conciles
Les Églises des trois conciles utilisent généralement le terme Divine Liturgie pour désigner leur culte eucharistique, bien que d'autres termes, tels que qûrbānâ qadîšâ  (« Sainte Qurbana ») dans l'Église syriaque ou Badarak dans l'Église d'Arménie, soient utilisés dans certaines traditions orientales. L'orthodoxie orientale possède un grand nombre de variantes de la Divine Liturgie ; elles sont dénommées d'après l'anaphore qu'elles utilisent. Toutefois, elles se fondent toutes sur la même structure générale que la Divine Liturgie de rite byzantin.

### Rite copte
Aujourd'hui, l'Église copte orthodoxe utilise trois liturgies :
- la liturgie copte de Basile le Grand, vie siècle ;
- la liturgie de Saint Marc apôtre, aussi connue sous le nom de Liturgie de Saint Cyril ;
- la liturgie de Saint Grégoire le Théologien.

La liturgie de Saint Basile est célébrée la plupart des dimanches et comporte l'anaphore la plus courte. La liturgie de Saint Grégoire est généralement utilisée lors des fêtes de l'Église, mais pas uniquement. Le clergé célébrant peut combiner à volonté ces deux liturgies de nombreux jours de l'année.

### Rite syriaque
L'Église syriaque orthodoxe utilise une version de la Divine Liturgie qui diffère sensiblement de celle en vigueur dans le rite byzantin. Elle est beaucoup plus courte : elle peut être dite en deux heures, alors que la version primitive du rite byzantin, avant les révisions de Saint Basile et de Saint Jean Chrisostome, durait quatre heures. Elle peut être dite avec plus de quatre-vingts anaphores différentes ; la plus utilisée est celle de Mar Bar Salibi, qui est aussi la plus courte. Celle de Saint Jacques, qui ressemble à celle du rite byzantin est usitée lors des fêtes majeures, des consécrations d'églises et lors de l'inauguration des prêtres nouvellement ordonnés.

### Rite arménien
Dans le rite arménien, la Divine Liturgie est appelée Sourb Badarak. La seule liturgie en vigueur est celle de saint Grégoire l'Illuminateur qui, dans son entièreté dure 2h30. La liturgie arménienne est la seule qui présente le plus de points communs avec son homologue byzantin (prothèse, petite et grande entrées, litanies, épiclèse, renvoi, ...). Elle trouve cependant origine dans la liturgie de saint Basile; Jean Chrysostome, Athanase d'Alexandrie et Nerses de Lambron (patriarche arménien) agrémenteront également les textes liturgiques. L'église arménienne qui possédait autrefois jusqu'à dix anaphores n'en a gardé plus qu'une, la synthèse des anaphores de saint Basile de Césarée et de saint Athanase d'Alexandrie.